# Pożegnanie z bronią (film 1932)
Pożegnanie z bronią (ang. A Farewell to Arms) – amerykański film wojenny z 1932 roku, zrealizowany na podstawie powieści Ernesta Hemingwaya pod tym samym tytułem.
Film otrzymał Oscary za najlepszy dźwięk i zdjęcia. Był też nominowany do tej nagrody w kategorii najlepszy film i scenografia.

## Treść
Akcja toczy się w czasach I wojny światowej na froncie południowym. Porucznik Frederic Henry (Gary Cooper) jest Amerykaninem, służącym ochotniczo w szeregach armii włoskiej. Przypadkowo ranny trafia do szpitala, gdzie opiekuje się nim pielęgniarka Catherine Barkley, z pochodzenia Angielka. Młodzi zakochują się w sobie, jednak na drodze ich miłości stoi wojna...

## Obsada
- Helen Hayes – Catherine Barkley
- Gary Cooper – porucznik Frederic Henry
- Adolphe Menjou – major Rinaldi
- Mary Philips – Helen Ferguson
- Jack La Rue – ksiądz
- Blanche Friderici – główna pielęgniarka
- Mary Forbes – panna Van Campen
- Gilbert Emery – brytyjski major